# Stary Dwór (powiat sztumski)
Stary Dwór (niem. Volwerk Altmarck) – osada w Polsce położona w województwie pomorskim, w powiecie sztumskim, w gminie Stary Targ. Wieś wchodzi w skład sołectwa Stary Targ.

## Historia
Do XX wieku folwark należący do Starego Targu. W 1629 w folwarku został podpisany rozejm polsko-szwedzki. W XIX wieku osada folwarczna liczyła kilkudziesięciu mieszkańców (częściowo wyznania ewangelickiego, w większości katolickiego). Na przełomie XIX i XX wieku na południe od folwarku utworzono nieduży zespół budynków mieszkalnych i czworaków. Zostały one zachowane, podobnie jak powstałe w okolicach połowy XIX wieku i wpisane do rejestru zabytków dwór oraz park. Po II wojnie światowej zamiast folwarku funkcjonowało przez kilkadziesiąt lat państwowe gospodarstwo rolne.
W latach 1945–1975 miejscowość administracyjnie należała do województwa gdańskiego, a w latach 1975–1998 do województwa elbląskiego.

## Zabytki

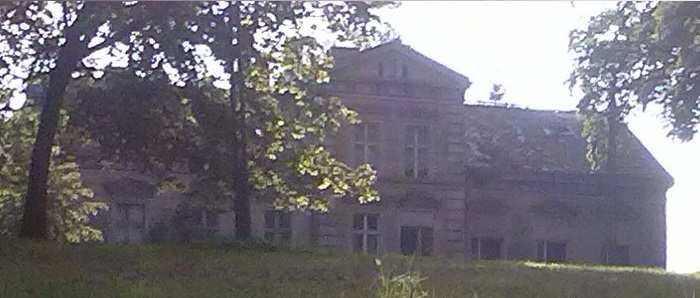
Dwór w Starym Dworze

Według rejestru zabytków NID na listę zabytków wpisany jest zespół dworski z poł. XIX w.:
- dwór, nr rej.: A-880 z 29.03.1996
- park, nr rej.: A-880 z 2.01.1978